# Psalm 103
Psalm 103 is een psalm uit het boek Psalmen in de Hebreeuwse Bijbel (in de Griekse Septuagint en de Latijnse Vulgaat Psalm 102) en een psalm van David. In het Latijn worden vaak de eerste woorden van de psalm als naam ervan gebruikt: Benedic anima mea Domino. Psalm 103 is een lofpsalm, maar ook een danklied en een getuigenis over wie de HEER is.

## Auteur
De psalm wordt traditioneel toegeschreven aan koning David. Hier wordt wel aan getwijfeld, omdat er Aramese woorden in de psalm worden gebruikt, er verwijzingen zijn naar Jesaja 40-66 en taalgebruik is dat past na de Babylonische ballingschap. 

## Structuur
De psalm bestaat uit een opening (vers 1-5), een middenstuk (vers 6-18) en een slot (vers 19-22). De opening en het slot zijn aansporingen om God te loven vanwege zijn genade, goedheid en barmhartigheid.
De lutherse predikant Ernst Wilhelm Hengstenberg merkte op dat de 22 verzen in de psalm gelijk zijn aan het aantal letters - ook 22 - van het Hebreeuws alfabet, en dat de slotwoorden de openingswoorden herhalen, de psalm "afmaken" en "afronden" tot een compleet geheel. De Britse theoloog Matthew Henry neemt ook kennis van deze cirkelvorm, en schrijft: "God loven en hem glorie geven moet de alfa en de omega zijn van al onze diensten".

## Gebruik
Vers 17 wordt geciteerd in in Maria's lied, het Magnificat, in Lucas 1:50.

## Muziek
Psalm 103 is diverse malen berijmd in psalmberijmingen van de Geneefse psalmen. De psalm kan hierdoor worden gezongen in de Psalmberijming van 1773, de nieuwe berijming van 1968, de berijming uit het Gereformeerd Kerkboek en in De Nieuwe Psalmberijming uit 2020. 
De Britse predikant Henry Francis Lyte (1793-1849) bewerkte psalm 103 tot het lied Praise, my soul, the King of heaven dat door Willem Barnard vertaald is naar Loof de Koning, heel mijn wezen. Het Engelse origineel is verschillende malen in het Nederlands vertaald en zo in diverse liedbundels terechtgekomen. Het lied 10,000 Reasons (Bless the Lord) van Matt Redman en Jonas Myrin neemt teksten van deze psalm. In Nederlandse vertaling is het lied te vinden als lied 733 in de bundel Opwekking.